# Kurt Petersen
Kurt E. Petersen (13 de fevereiro de 1948) é um inventor e empresário estadunidense, membro da Academia Nacional de Engenharia dos Estados Unidos. É conhecido principalmente por seu trabalho sobre sistemas microeletromecânicos.

## Formação
Petersen obteve o grau de BS cum laude em engenharia elétrica na Universidade da Califórnia em Berkeley em 1970. Em 1975 obteve um PhD em engenharia elétrica no Instituto de Tecnologia de Massachusetts (MIT). Estabeleceu um grupo de pesquisas sobre micro-usinagem na IBM de 1975 a 1982, escrevendo o artigo de revisão “Silicon as a Mechanical Material,” publicado no Proceedings of the IEEE (maio de 1982). Este artigo é um trabalho altamente referenciado no campo dos sistemas microeletromecânicos (MEMS); em março de 2020 o Google Scholar relatou 4.207 citações.

## Carreira
Desde 1982 Petersen co-fundou seis companhias de sucesso em tecnologia MEMS: Transensory Devices Inc. em 1982, NovaSensor em 1985 (agora pertencente à GE), Cepheid em 1996 (agora uma companhia pública na NASDAQ: CPHD), SiTime em 2004 (comprada pela MegaChips em 2014), Profusa em 2008 (ainda privada) e Verreon em 2009 (adquirida pela Qualcomm). A NovaSensor desenvolveu sensores de pressão arterial micro usinados de baixo custo usando silício a tecnologia a granel de micro-usinagem. A Cepheid usou tecnologia microfluídica para detecção rápida de reação em cadeia da polimerase. Em 2002 o periódico Red Herring o classificou como um dos dez principais inovadores.
Em 2011 Petersen ingressou no Band of Angels no Vale do Silício, um grupo de investimentos anjo que mentora e investe em empresas iniciantes de alta tecnologia e estágio inicial. A partir de 2014 suas responsabilidades incluem ajudar e orientar empresas de startups de tecnologia, o que inclui atuar no Conselho de Administração da Tecnologia Micro Inovativa. Ele tem uma qualidade visionária única e previu potenciais de tecnologia na sociedade e na indústria.

## Honrarias
Foi eleito membro da Academia Nacional de Engenharia dos Estados Unidos em 2001 por "contributions to the research and commercialization of microelectromechanical systems (MEMS)" e tornou-se fellow do IEEE “for pioneering contributions and successful commercialization of micromechanical systems”. Publicou mais de 100 artigos, e recebeu mais de 35 patentes na área de MEMS. Recebeu a Medalha Simon Ramo IEEE de 2001, "for contributions to micro-electromechanical systems (MEMS) science and technology and their integration into systems applications.
Recebeu a Medalha de Honra IEEE de 2019.